# Verdal
Verdal là một đô thị ở hạt Trøndelag, Na Uy. Đô thị này thuộc vùng Innherad. Trung tâm hành chính của đô thị này là thị trấn Verdalsøra.
Verdal đã được lập thành một đô thị ngày 1 tháng 1 năm 1838 (xem formannskapsdistrikt). Đây là một trong số ít các đô thị ở Na Uy không thay đổi ranh giới vào dịp đó.
Huy hiệu như hiện nay đã được ban hành sử dụng ngày 15 tháng 12 năm 1972.